# Acutisoma discolor
Acutisoma discolor is een hooiwagen uit de familie Gonyleptidae. De wetenschappelijke naam van Acutisoma discolor gaat terug op Sørensen.